# Kakumeiki Valvrave
Kakumeiki Valvrave (яп. 革命機ヴァルヴレイヴ Какумэйки Варурэйву, неоф.рус.«Валврейв освободитель») — японской аниме в жанре меха, созданная студией Sunrise. Премьера состоялась 12 апреля 2013 года. Сериал был лицензирован компанией Aniplex of America в Северной Америке, и распространяемый в сети с английскими субтитрами благодаря Crunchyroll и Hulu. Первый сезон транслировался по телеканалу MBS с 12 апреля по 28 июня 2013 года. Премьера второго сезона состоялась 10 октября 2013 года. По мотивам сериала выпускаются три манга-адаптации и лайт-новел.

## Сюжет
|  | Дорссианская федерация                         |
|  | Соединённые Штаты Атлантического Кольца (СШАК) |

Геополитическая карта мира согласно сюжету аниме:

События разворачиваются накануне большого конфликта в неопределённом будущем, с Земли эмигрировало уже более 70% населения, колонизируя другие планеты Солнечной системе и в сфере Дайсона, построенной вокруг Солнца.
Продолжается 71-й год Истинной Эры (яп. 真暦). Мир поделен между двумя сверхдержавами — Дорсианская Федерация Военного Договора (яп.  ドルシア軍事盟約連邦) и Соединенные Штаты Атлантического Кольца (яп. 環大西洋合衆国, свою независимость сохранила маленькая нейтральная нация Джиора (яп.  ジオール), расположенная на месте современной Японии, которая процветает экономически. В том же году в сферу Дайсона, построенную Джиорой, вторглись вооруженные силы Дорсии. Харуто Токисима, ученик старшей школы, живёт в сфере «Модуль 77», и находит загадочного меха-робота Вальврейва (яп.  ヴァルヴ レイヴ). Парень становится пилотом, чтобы бороться с силами Дорсианской Федерации, после того как они вторгаются в «Модуль 77», и наносит им сокрушительное поражение. Фракция «СШАК» имеет свои планы: забрать Вальврейв для массового производства последнего в войне. Однако когда вооруженные силы Дорсии снова приближаются к Джиоре, студенты школы Сакимори объявляют о независимости «Модуля 77».

## Список персонажей
- Харуто Токисима (яп. 時 縞 ハルト Токисима Харуто)

Сэйю: Рёта Осака
Главный герой аниме, ученик старшей школы, который всегда старается избегать конфликтов, утверждая, что борьба — не лучший способ решения проблем. Однако во время вторжения дорсианцев его подруга Сёко попадает под лазерный луч, призывая парня отомстить с помощью таинственного оружия меха Вальврейва. На борту кибернетической машины перед пилотом в консоли возникает вопрос с предложением «отказаться от своей человечности», Харуто отвечает положительно и только тогда ему удается заставить робота двигаться, причем в школьника вводится некое вещество, которое не только позволяет контролировать Вальврейва, но и дает особые регенеративные способности и возможность перенести свой разум в тело другого человека (через укусы кожи) и контролировать. Потенциальная цель остается без сознания после этого, пока Токисима не вернется в своё тело. Токисима умеет хорошо пилотировать, что демонстрируется в первом эпизоде, когда тот уничтожил несколько единиц полноценных солдат с гораздо большим боевым опытом. Помимо бессмертного тела, Токисима может входить в состояние берсерка, но перестает себя контролировать, и в таком состоянии может напасть на других людей. По мере развития сюжета он всё хуже сохраняет контроль над своими инстинктами, в состоянии берсерка изнасиловал Саки, вступив с ней в половой контакт. В связи с этим инцидентом Харуто чувствует сильную вину и, чтобы взять на себя ответственность, в конце 11 серии предложил Саки выйти замуж за него, однако получил отказ. Харуто изначально питает чувства к Сёко Сасинами и решает сказать девушке об этом в первом эпизоде, но попытка прерывается дорсианским вторжением. Узнав, что она жива во 2 серии, во время встречи с ней он решает не признаваться в любви, потому что не считает себя более человеком, объясняя тем, что «монстры не имеют право выразить свои чувства». Полностью потерял память из-за длительного использования Вальврейва(так же причиной стало пробитие двигателя) и умер.
- Эл-Эльф Карлштейн (яп. エルエルフ · カルル スタイン Эруэруфу Карурусутаин)

Сэйю: Рёхэй Кимура
Тайный агент дорсианской армии, отличный стратег (его прогнозы похожи на пророчества по своей природе) и непревзойденный боец. Его имя означает L11 немецком языке. Посланный вместе с другими четырьмя солдатами руководством ДФВД, чтобы проникнуть в Сферу Джиора и захватить оружие Вальврейва. После первой битвы пытался убить Харуто и стал считаться предателем Дорсии, потому что Токисима взял под контроль его тело. В СШАК Эл-Эльф известен, как «Человек-армия» из-за того, что убил 500 солдат в одиночку. Утверждая, что он намерен вызвать революцию в Дорсии, пытается убедить Харуто стать на его сторону. Эл-Эльф обнаружил в модуле 77 других меха-роботов типа Вальврейва и тайно провел Харуто и Саки в других роботов. Позже использует Саки в качестве подопытного кролика для проверки совместимости с Вальврейвом и делает вывод, что студенты в академии были предварительно выбраны для плана с участием вальврейв-единиц. Во втором сезоне выясняется что его настоящее имя — Михаэль. Предположительно: становится Императором Третьей Галактической Империи о чем говорит появление Принца Империи в сценах из будущего, имеющий наследственные признаки Эл-Эльфа.
- Сёко Сасинами (яп. 指南 ショーコ Сасинами Сёко)

Сэйю: Асами Сэто
Дочь премьер-министра Джиора, подруга детства Харуто, в которую влюблен последний. Она также знает о его чувствах и готова ответить взаимностью, но разговор прерывается дорсианским вторжением, её гипотетическая смерть в первом эпизоде стала причиной того, что Харуто стал пилотировать Вальврейва. Позже, во второй серии, оказывается, что ей удалось попасть внутрь машины в последний момент, когда лазерный луч ударил по местности. Пока остальная часть Джиора остается под контролем Дорсианской Федерации и после измены СШАК, она убеждает других студентов провозгласить модуль, где находится академия Сакамори, независимым государством под названием Новый Джиор, используя Вальврейв как геополитический рычаг против обоих  сверхдержав. В конце 10 серии избрана премьер-министром Нового Джиора. Во время своей кандидатской речи девушка сказала, что хочет признаться в любви своему любимому человеку на фестивале. Сёко Сасинами — очень веселая личность. В сериале показано, как она пыталась петь, чтобы подбодрить школьников, когда отключилось электричество и они впали в панику. В решающие моменты девушка сохраняет здравый смысл, остаётся храброй и даже угрожает взрослым, чтобы те согласились на её предложение.
- Саки Рукино (яп.  流木 野 サキ Рукино Саки)

Сэйю: Харука Томацу
Молодая девушка 15-18 лет с красивыми чертами внешности, имеет длинные шелковистые темные волосы, фиолетовые глаза и бледную кожу, носит традиционную для академии Сакимори униформу. Росла в стороне от остальных, в связи с чем она стала холодной и избегает общения с другими людьми. Рукино тяготеет к тому, чтобы её признавали окружающие и жаждет славы. Она и Токисима осваивают другие модели Вальврейва, скрытые в модуле 77. Саки входит в кабину, становится пилотом Вальврейва 4 (код VVVIV), который называется «Кармилла», в неё вводится та же субстанция, что и в Харуто, таким образом, она получит те же способности, что и он (жажда крови, хорошие навыки пилотирования и обмен телами). В более поздних эпизодах между Харуто и Рукино развиваются романтические чувства. В 5 серии пообещала, что никому не расскажет о его тайне, но в обмен неожиданно поцеловала, является одной из немногих людей, кто знает о «вампирских» сверхспособностях Харуто. Саки начинает ревновать, когда Сёко и Токисима находятся вместе. В 10 серии фактически позволяет Харуто, который находился в состоянии берсерка, изнасиловать её, не сопротивляясь и обнимая его. После инцидента пытается скрыть под равнодушием свои истинные эмоции, была удивлена, когда Харуто сделал ей предложение, и отказала ему, мотивируя тем, что хочет сохранить свой образ и не быть привязанной только к одному человеку.

### Академия Сакимори
- Кюма Инудзука (яп.  犬塚 キューマ)

Сэйю: Юки Оно
Кюма — старшеклассник, надежный друг Харуто и его одноклассник. Он постоянно думает о том, как заработать деньги, и надеется стать очень богатым человеком в будущем. Кюма является одним из друзей Харуто в школе и один из первых свидетелей пробудившейся силы Харуто. Обнаружил тело Айны в 7 серии, что очень сильно ранило его. В 9 серии он становится пилотом Вальврейва V. Во время сражения услышал Айну, которая сказала ему не идти за ней, поэтому решил сражаться бок о бок с Харуто. Во втором сезоне взрывается вместе со своим Вальврейвом, спасая Харуто.
- Айна Сакураи (яп.  櫻井 アイナ)

Сэйю: Ай Каяно
Айна очень трудолюбивая и застенчивая первокурсница академии Сакамори. Айна — другая подруга Харуто и одна из первых, кто узнал о способностях Токисимы. Убита в 7 серии после того, как попала под перекрестный огонь.
- Мариэ Ноби (яп.  野火 マリエ)

Сэйю: Мисато Фукуэн
Мариэ — лучшая подруга Сёко. Вопреки её детской внешности, Мари очень зрелая эмоционально и не боится сообщать другим своё мнение. Во втором сезоне отказывается от человеческой сущности, пытаясь узнать правду о Вальврейвах. Выясняется, что Мари была пилотом-испытателем Вальврейва I. Амнезия Мариэ объясняется тем, что Пино поглотила находящиеся в воспоминаниях руны. Пытаясь спасти друзей, Мариэ отдала слишком много рун, что в итоге привело к смерти.
- Юсукэ Отамая (яп.  霊 屋 ユウスケ)

Сэйю: Хироюки Ёсино
Юсукэ является лидером Культурного клуба. Он хорошо осведомлен о вещах, касающихся технологий. Некоторые считают его ботаником. Он и Райдзо совместно чинили климат-контроль в модуле 77.
- Райдзо Ямада (яп.  山田 ライゾウ)

Сэйю: Юйти Накамура
Райдзо по прозвищу «Молния» — постоянный правонарушитель академии. Он возглавляет банду неудачников, несмотря на свой пылкий характер, заботится о своих друзьях, завидует популярности Токисимы. Хотел отомстить за погибшего друга по имени Нобу и поэтому пытался взять робота. Помогал Юсукэ исправить климат-контроль в модуле 77. В 9 серией становится пилотом Вальврейва III. Во втором сезоне погибает, защищая Акиру.
- Сатоми Рэнбокодзи (яп.  連坊小路 サトミ)

Сэйю: Дайсукэ Намикава
Президент студсовета и брат Акиры. Часто демонстрирует характер лидера, но, как правило, беспомощен в кризисных ситуациях.
- Такахэ Ниномия (яп.  二宮 タカヒ)

Сэйю: Минако Котобуки
Такахэ — старшеклассница, лидер спортивного девичьего клуба девочек академии Сакимори. Очень гордится тем, что имеет звание мисс Сакимори последние 2 года. В конце вышла замуж за Сатоми.
- Акира Рэнбокодзи (яп.  連坊小路 アキラ)

Сэйю: Аой Юки
Акира замкнутая, но является квалифицированным хакером. Именно она разместила в Интернете информацию, что именно Харуто был пилотом Вальврейва. Также от неё Сёко узнаёт об измене СШАК, подслушав линию передачи военных, которую взломала Акира. Сначала боялась присутствия других людей, но постепенно открывается Сёко Сасинами. Её страх перед внешним миром вызван травматическим опытом еще в средней школе. В 12 серии становится пилотом Вальврейва VI.
- Такуми Кибакава (яп.  貴生川 タクミ)

Сэйю: Ватару Хатано
Такуми — преподаватель физики в академии Сакимори, но из-за его небрежного отношения ко всему, многим трудно видеть его в качестве члена факультета. В эпизоде 5 выясняется, что он знал людей, которые работали на Вальврейва.
- Рион Нанами (яп.  七海 リオン)

Сэйю: Юй Хориэ
Рион — учитель физкультуры академии Сакамори. Из-за её привлекательности и физической особенности она пользуется популярностью среди студентов мужского пола.

### Дорсианская Федерация Военного Договора
- А-Драй (яп.  アードライ)

Сэйю: Дзюн Фукуяма
Дорсианский агент, находится в сопернических отношениях с Эл-Эльфом, хотя считает его еще и другом. Его имя означает A3 немецком языке. Он теряет левый глаз после того, как выстрелил по Эл-Эльфу, одержимому Харуто. Предлагал Эл-Эльфу вернуться к ним и стать его правой рукой, но тот ответил, что не желает становиться чей-то рукой. Но в конце узнаёт, что на самом деле произошло, и вместе с Икс-эйнс помогает Эл-Эльфу победить Магиус.
- Каин (яп.  カイン)

Сэйю: Дайсукэ Оно
Командующий Дорсианской Федерации. Гениальный стратег и учитель Эль-Эльфа. Главный антагонист. Смог активировать Вальврейва II, благодаря брату Пино-девушки, которая живёт в Вальврейве I, Плу. Назвал себя одним из Магиуса-людей, живущих в тени Мира. В конце сериала погибает от рук Харуто, который был в теле Эль-Эльфа.
- Лизелотта (яп. リーゼロッテ Ридзэротта)

Сэйю: Аки Тоёсаки
Принцесса Дорсии. Она спасла 7-летнего Эл-Эльфа в 61 году Истинной эры, отдав ему «половину своей жизни». Этот случай сильно повлиял на жизнь Эл-Эльфа, потому что он находился в постоянных бегах от дорсианских солдат. Годы спустя его стремление к революции связано с желанием освободить принцессу, которая находится под замком. Во втором сезоне погибает, спасая Михаила (Эль-Эльф).

### Соединенные Штаты Атлантического Кольца
- Фигаро (яп.  フィガロ)

Сэйю: Кодзи Юса
Сенатор СШАК. Утверждал, что поможет студентам эвакуироваться, но его интересует только Вальврейв. Позже был убит, находясь на борту корабля СШАК.

### Джиор
- Рюдзи Сасинами (яп. 指南 リュージ Сасинами Рю:дзи)

Бывший премьер-министр Джиора и отец Сёко. Приговорен к смертной казни 54-м дорсианским трибуналом из-за того, что провозглашал о нейтралитете Джиора, в то время как тайно позволял функционировать проекту Валврейв. Позже угрожал адмиралу Вартенбергу применить вальврейвы против дорсианцев. Погиб от огненной волны, когда Вальврейв Токисимы уничтожил дорсианцев и снял их блокаду на пути модуля 77 на Луну.

## Аниме
Аниме-сериал был выпущен студией Sunrise. Режиссёр аниме — Ко Мацуо, а автор сценария — Итиро Окоти, дизайнер персонажей — Кацура Хосино. Сериал начал транслироваться по телеканалу MBS с 12 апреля 2013 года. Сериал был лицензирован на территории США компанией Aniplex of America и доступен официально для просмотра с английскими субтитрами на сайтах Crunchyroll и Hulu Премьера второго сезона аниме состоялась в октябре 2013 года.

## Манга
Односерийная манга авторства Карэги Цутии была опубликована издательством Shueisha в журнале Jump Square в июне 2013 года. Другая манга авторства Итии Садзанами публиковалась издательством ASCII Media Works в журнале Sylph также в июне 2013 года. Третья манга авторства Ютаки Охори описывает предысторию Саки Рукино и публиковалась в журнале Monthly Comic Dengeki Daioh.

## Ранобэ
Ранобэ-адаптация начала выпускаться в июне 2013 года в журнале Dengeki Hobby Magazine. Автор произведения Ёмодзи Отоно, а иллюстратор — Югэн.

## Критика
Представитель сайта Anime News Network отметил, что хотя сюжет построен на базе классического меха-жанра, тут можно встретить разного рода отклонения и необычности, которые точно заметят любители жанра. С одной стороны есть множество забавных моментов, с другой стороны сюжет получился полным каламбуром. Стиль персонажей ничем не примечателен, спецэффекты тоже слабоваты. Сериал предназначен для взрослой аудитории ввиду изобилия жестоких сцен. В общем зритель может получить удовольствие от просмотра сериала, но он далеко не лучший в своём роде. Сериалу присвоен рейтинг «B-».